# کیرشاردت
کیرشاردت (به آلمانی: Kirchardt) یک شهر در آلمان است که در هایلبرون واقع شده‌است. کیرشاردت ۵٬۵۱۱ نفر جمعیت دارد.